# Catasetum galeritum
Catasetum galeritum es una especie de orquídea epifita originaria de Brasil.

## Descripción
Es una orquídea epifita de pequeño tamaño, que prefiere clima cálido. Tiene con pseudobulbos fusiformes de forma cónica, a menudo curvadas envueltas totalmente por vainas de las hojas y que llevan 6 a 7 hojas, oblanceoladas y veteadas. Florece en el otoño y el invierno en una inflorescencia de 25 cm de largo.

## Distribución
Se encuentra en el norte de Brasil en los bosques de transición entre los bosques y sabanas en las elevaciones de 100 a 300 metros. 

## Taxonomía
Catasetum galeritum fue descrito por Heinrich Gustav Reichenbach y publicado en The Gardeners' Chronicle & Agricultural Gazette 2: 616. 1886.
Etimología
Ver: Catasetum
Sinonimia
- Catasetum galeritum var. pachyglossum Rchb.f. (1889)[3]